# Deputações provinciais da Espanha
| Província              | Órgão de governo e administração | Sede (cidade)                                         | Comunidade autónoma   |
| ---------------------- | -------------------------------- | ----------------------------------------------------- | --------------------- |
| Álava                  | Deputação Foral de Álava         |                                                       | País Basco            |
| Albacete               | Deputação de Albacete            | Palácio Provincial de Albacete (Albacete)             | Castela-Mancha        |
| Alicante               | Deputação de Alicante            | Palácio Provincial de Alicante (Alicante)             | Comunidade Valenciana |
| Almeria                | Deputação de Almeria             | Edifício da Deputação Provincial de Almeria (Almeria) | Andaluzia             |
| Astúrias               | Não tem                          | Não tem                                               | Astúrias              |
| Ávila                  | Deputação de Ávila               | Torreón dos Guzmanes (Ávila)                          | Castela e Leão        |
| Badajoz                | Deputação de Badajoz             |                                                       | Estremadura           |
| Ilhas Baleares         | Não tem                          | Não tem                                               | Ilhas Baleares        |
| Barcelona              | Deputação de Barcelona           |                                                       | Catalunha             |
| Burgos                 | Deputação de Burgos              |                                                       | Castela e Leão        |
| Cáceres                | Deputação de Cáceres             |                                                       | Estremadura           |
| Cádis                  | Deputação de Cádis               | Palácio da Aduana (Cádis)                             | Andaluzia             |
| Cantabria              | Não tem                          | Não tem                                               | Cantabria             |
| Castellón              | Deputação de Castellón           |                                                       | Comunidade Valenciana |
| Cidade Real            | Deputação de Cidade Real         |                                                       | Castela-Mancha        |
| Córdoba                | Deputação de Córdova             | Palácio da Graça (Córdova)                            | Andaluzia             |
| Cuenca                 | Deputação de Cuenca              |                                                       | Castela-Mancha        |
| Girona                 | Deputação de Girona              |                                                       | Catalunha             |
| Granada                | Deputação de Granada             |                                                       | Andaluzia             |
| Guadalajara            | Deputação de Guadalajara         | Palácio da Deputação de Guadalajara (Guadalajara)     | Castela-Mancha        |
| Guipúscoa              | Deputação Foral de Guipúscoa     |                                                       | País Basco            |
| Huelva                 | Deputação de Huelva              |                                                       | Andaluzia             |
| Huesca                 | Deputação de Huesca              |                                                       | Aragão                |
| Xaém                   | Deputação de Xaém                | Palácio Provincial (Xaém)                             | Andaluzia             |
| Corunha                | Deputação da Corunha             |                                                       | Galiza                |
| La Rioja               | Não tem                          | Não tem                                               | A Rioja               |
| Las Palmas             | Não tem                          | Não tem                                               | Canárias              |
| Leão                   | Deputação de Leão                | Palácio dos Guzmanes (Leão)                           | Castela e Leão        |
| Lérida                 | Deputação de Lérida              |                                                       | Catalunha             |
| Lugo                   | Deputação de Lugo                |                                                       | Galiza                |
| Madrid                 | Não tem                          | Não tem                                               | Comunidade de Madrid  |
| Málaga                 | Deputação de Málaga              |                                                       | Andaluzia             |
| Múrcia                 | Não tem                          | Não tem                                               | Região de Múrcia      |
| Navarra                | Não tem                          | Não tem                                               | Navarra               |
| Ourense                | Deputação de Ourense             |                                                       | Galiza                |
| Palência               | Deputação de Palência            | Palácio da Deputação de Palência (Palência)           | Castela e Leão        |
| Pontevedra             | Deputação de Pontevedra          |                                                       | Galiza                |
| Salamanca              | Deputação de Salamanca           | Palácio da Salina (Salamanca)                         | Castela e Leão        |
| Santa Cruz de Tenerife | Não tem                          | Não tem                                               | Canárias              |
| Segovia                | Deputação de Segovia             |                                                       | Castela e Leão        |
| Sevilha                | Deputação de Sevilha             |                                                       | Andaluzia             |
| Sória                  | Deputação de Sória               |                                                       | Castela e Leão        |
| Tarragona              | Deputação de Tarragona           |                                                       | Catalunha             |
| Teruel                 | Deputação de Teruel              |                                                       | Aragão                |
| Toledo                 | Deputação de Toledo              | Edifício da Deputação de Toledo (Toledo)              | Castela-Mancha        |
| Valência               | Deputação de Valência            |                                                       | Comunidade Valenciana |
| Valladolid             | Deputação de Valladolid          | Palácio de Pimentel (Valladolid)                      | Castela e Leão        |
| Biscaia                | Deputação Foral de Biscaia       | Palácio da Deputação Foral da Biscaia (Bilbau)        | País Basco            |
| Samora                 | Deputação de Samora              |                                                       | Castela e Leão        |
| Saragoça               | Deputação de Saragoça            | Palácio da Deputação Provincial (Saragoça)            | Aragão                |